# Ӭ

Das Ӭ (kleingeschrieben ӭ, IPA-Aussprache /ʲɛ/) ist ein Buchstabe des kyrillischen Alphabets. Es besteht aus einem Э mit Trema und ist ein Vokal, der meist auf einen palatalisierten Konsonanten folgt. Das Ӭ wurde 1982 als 41. Buchstabe im Alphabet der Kildinsamischen Sprache eingeführt. Auch wird er im Alphabet des Tundra-Nenzischen verwendet.